# Dankov
Dankov (rusky Данко́в) je město v Lipecké oblasti v Ruské federaci. Při sčítání lidu v roce 2010 měl přes jednadvacet tisíc obyvatel.

## Poloha
Dankov leží na horním toku Donu při ústí Vjazovni. Je vzdálen bezmála devadesát kilometrů severozápadně od Lipecku, správního střediska oblasti.

## Dějiny
Původně stála v oblasti tvrz Donkov založená rjazaňskými knížaty v 14. století a zničená nájezdy Krymských Tatarů. Osídlení bylo znovuzaloženo v roce 1568, opět především s vojenským významem k ochraně jižní hranice Ruska. Tento význam ztratilo až v 17. století a následně bylo chudým zemědělským sídlem. V roce 1778 získal Dankov poprvé status města (který později opakovaně ztratil). Od roku 1890 je připojený na železniční síť.
V roce 1941 se stal Dankov sídlem městského typu a v roce 1957 městem.

### Rodáci
- Alexej Konstantinovič Lebeděv (1924–1993), tubista
- Irina Vjačeslavovna Rakobolskajová (1919–2016), pilotka a fyzička
- Anatolij Vasiljevič Solovjov (1922–2000), herec